# Чи-Ни
Тип 97 «Чи-Ни» (яп. 試製 中 戦 車 チ ニ shisei-chū-sensha chini) — прототип японского среднего танка. Первоначально предлагаемый как недорогая альтернатива среднему танку Тип 97 «Чи-Ха», он в конечном итоге проиграл своему сопернику.

## История и разработка
В 1935 году до Японии дошли новости о разработке в Великобритании нового танка — среднего танка A6. Это была многобашенная конструкция, оснащённая 47-мм пушкой и способная достигать скорости в 50 км/ч. Для сравнения, танковые силы Японии не претерпели значительных изменений в тактике или организации за шесть лет. Самый распространенный в стране средний танк, Тип 89 И-Го, бывший популярным среди военнослужащих и танковых экипажей, начал показывать свой возраст. Попытки обновить конструкцию в виде Тип 89B И-Го Оцу была сделана в 1934 году, но попыток создания новых танков не предпринималось. Для сравнения, A6 рассматривался как имеющий превосходные наступательные и оборонительные возможности над Тип 89 И-Го. Появление новой конструкции танков в Британии, а также сообщения из Маньчжурии о неспособности Типа 89 идти в ногу с другими моторизованными транспортными средствами, учитывая его неадекватную скорость в 25 км/ч, привели к рассмотрению планов о замене устаревшего танка.
Конструкторы танков рекомендовали провести исследования по новой конструкции танка — среднего танка, способного перемещаться со скоростью в 35 км/ч и массой 15 тонн с наступательными и защитными способностями, превышающими такие у Тип 89 И-Го. Генеральный штаб не был в восторге от проекта, поскольку в мирное время военный бюджет был значительно лимитирован. Таким образом, армия выдала временные, связанные с ограничениями мирного времени требования для проекта нового танка. Вместо того, чтобы сосредоточить внимание на повышении эффективности, Генеральный штаб уменьшил требования к массе, чтобы снизить издержки производства. Окончательные требования были предназначены для более легкого по массе танка, способного двигаться со скоростью 35 км/ч и вооруженного 57-мм орудием. Инженерный департамент считал, что очень прискорбно, что их усилия будут направлены исключительно на снижение веса, поэтому вместо этого были разработаны два параллельных проекта. Первый план состоял в том, чтобы получить недорогой средний танк с небольшой массой, который должен был быть сделан Армейским арсеналом в Осаке, который станет Чи-Ни. Второй план был в заключении контракта с Mitsubishi Heavy Industries для создания более эффективного среднего танка, который станет Чи-Ха.

## Конструкция

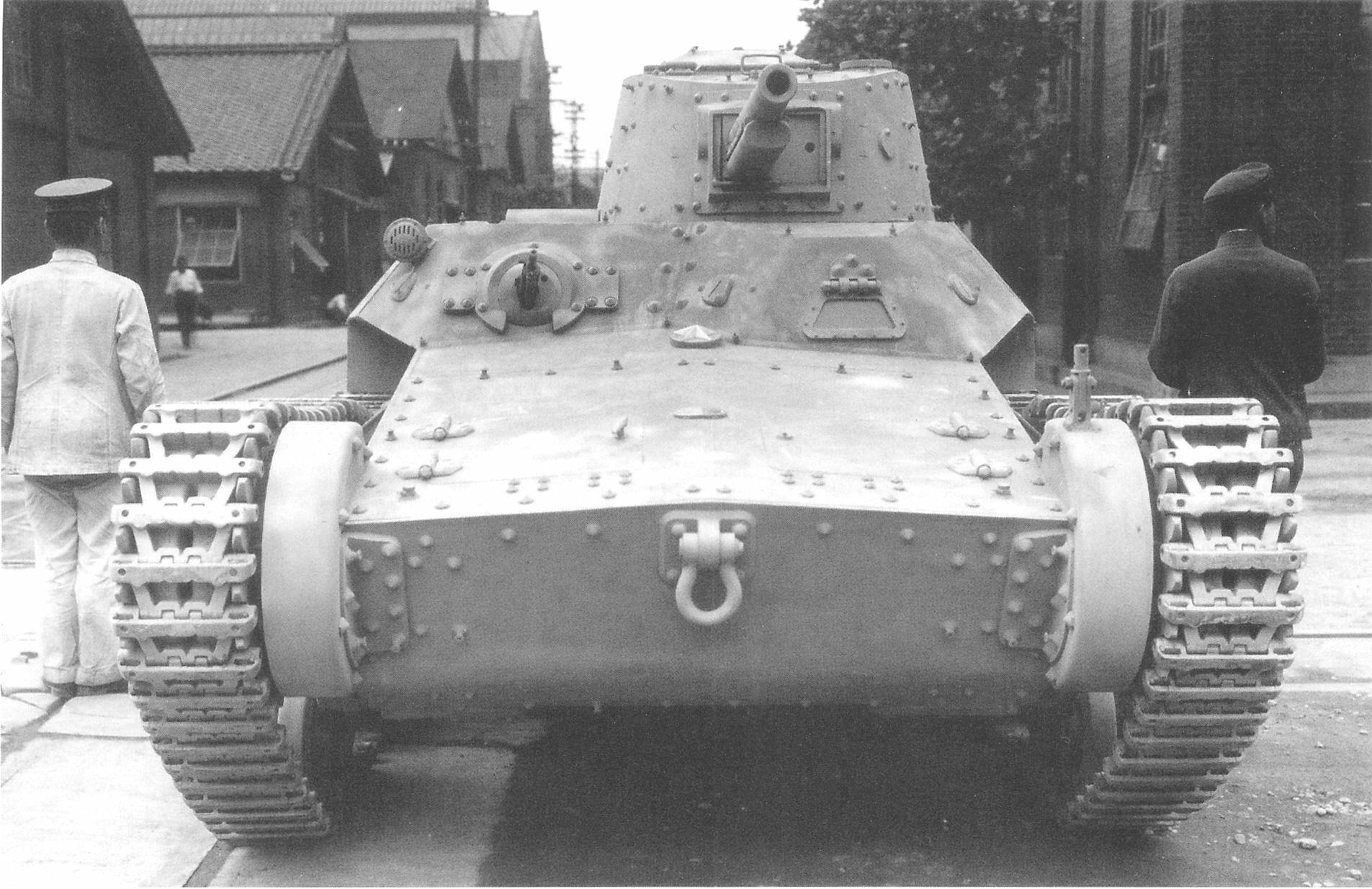
Тип 97 Чи-Ни, вид спереди

Первоначальные требования к проектированию двух прототипов были:
| Требования                      | План 1/Чи-Ни                      | План 2/Чи-Ха                    |
| ------------------------------- | --------------------------------- | ------------------------------- |
| Скорость                        | 27 км/ч                           | 35 км/ч                         |
| Возможность пересечения траншей | 2.4 м (с установленным «хвостом») | 2.5 м                           |
| Толщина брони                   | 20 мм                             | 25 мм                           |
| Масса                           | 10.0 т                            | 13.5 т                          |
| Экипаж                          | 3                                 | 4                               |
| Вооружение                      | Одно 57-мм орудие, один пулемёт   | Одно 57-мм орудие, два пулемёта |

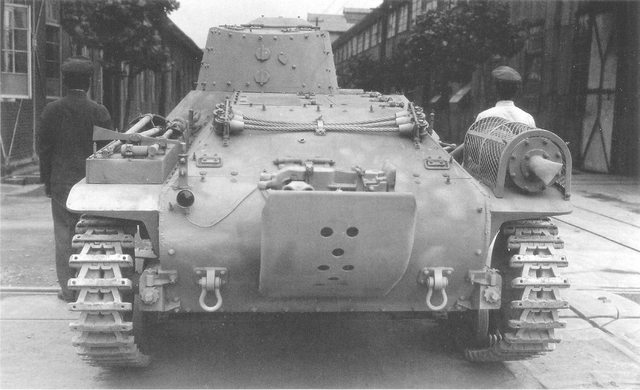
Тип 97 Чи-Ни, вид сзади со съёмным «хвостом» для преодоления траншей

Чи-Ни был представлен как меньшая, более легкая альтернатива Чи-Ха, ближе к первоначальному предпочтению офицеров Генштаба «легкобронированных машин поддержки пехоты» . Корпус был выполнен в виде монокока, сварка использовалась более широко, чем на предыдущих японских танках, где применялись заклёпки. Чи-Ни использовал ту же самую подвеску типа Хара, которая будет использоваться японскими танками до конца Второй мировой войны. Корпус был спроектирован с обтекаемым силуэтом для защиты от повреждений. Экипаж Чи-Ни, в отличие от Чи-Ха, состоял только из трех человек, а командир танка действовал как наводчик и заряжающий в маленькой башне на одного человека. В башне не было места для спаренного пулемета. Механик-водитель сидел в корпусе с левой стороны, а третий член экипажа, пулеметчик, сидел справа от водителя. Первоначально танк был оснащен 57-мм пушкой Тип 90, идентичной применявшейся на танке Тип 89, но в это время разрабатывалась новая танковая пушка — 57-мм Тип 97, которая должна была заменить Тип 90 из-за её низкой начальной скорости снаряда. В передней части корпуса был размещён курсовой 7,7-мм пулемёт Тип 97. Диаметр башенного погона для обоих танков был сделан настолько большим, насколько это возможно, чтобы обеспечить установку более мощных орудий. Танк был оснащен дизельным двигателем Mitsubishi мощностью 135 л. с. Также есть документы, в которых говорится, что Чи-Ни был протестирован с дизельным двигателем с воздушным охлаждением Mitsubishi A6120VDe мощностью 120 л. с. от Тип 95 Ха-Го. Чи-Ни был оснащен «хвостом головастика» — специальным кронштейном прикреплявшимся к задней части танка, чтобы он мог лучше пересекать траншеи. Оба прототипа были завершены и испытаны в начале 1937 года.

## Закрытие проекта
| Прототипы                       | План 1/Чи-Ни                      | План 2/Чи-Ха                    |
| ------------------------------- | --------------------------------- | ------------------------------- |
| Скорость                        | 30 км/ч                           | 38 км/ч                         |
| Возможность пересечения траншей | 2.5 м (с установленным «хвостом») | 2.5 м                           |
| Толщин брони                    | 25 мм                             | 25 мм                           |
| Масса                           | 9.8 т                             | 15.0 т                          |
| Длина                           | 5.26 м                            | 5.55 м                          |
| Экипаж                          | 3                                 | 4                               |
| Вооружение                      | Одно 57-мм орудие, один пулемёт   | Одно 57-мм орудие, два пулемёта |

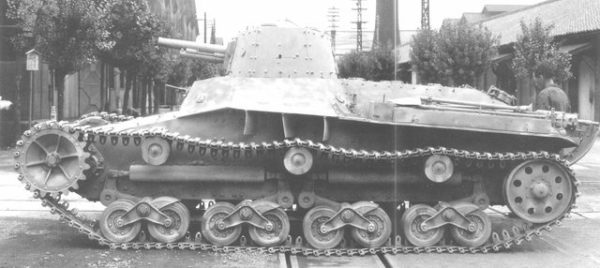
Тип 97 Чи-Ни, вид сбоку

Во время испытаний Чи-Ни и Чи-Ха 7 июля 1937 года произошёл инцидент на мосту Марко Поло, который стал причиной войны с Китаем. С началом военных действий бюджетные ограничения мирного времени были устранены, и более эффективная и дорогая модель Mitsubishi Чи-Ха была принята на вооружение в качестве нового среднего танка . Тип 97 Чи-Ха станет самым значимым японским средним танком Второй мировой войны.  Был построен только один прототип Чи-Ни. Несмотря на то, что Чи-Ни проиграл Чи-Ха, генерал-лейтенант Томио Хара, один из главных конструкторов танков Японии, считал, что в конструкции Чи-Ни есть потенциал, и он может быть повторно использован в будущем уже в качестве легкого танка.